# 23. říjen
23. říjen je 296. den roku podle gregoriánského kalendáře (297. v přestupném roce). Do konce roku zbývá 69 dní. Svátek má Teodor.

## Události

### Česko
- 1526 – Český sněm zvolil jednomyslně Ferdinanda I. Habsburského králem, čímž započala takřka 400letá habsburská vláda nad českými zeměmi - až do roku 1918.
- 1921 – Premiéra opery Leoše Janáčka Káťa Kabanová v Brně.
- 1936 – Zřízena Stráž obrany státu.
- 1993 – Česká republika byla zvolena nestálým členem Rady bezpečnosti OSN.
- 1997 – Po léta trvající debatě přijala Poslanecká sněmovna Parlamentu České republiky ústavní zákon o vzniku vyšších územních samosprávných celků: Bylo vytvořeno 14 krajů.

### Svět

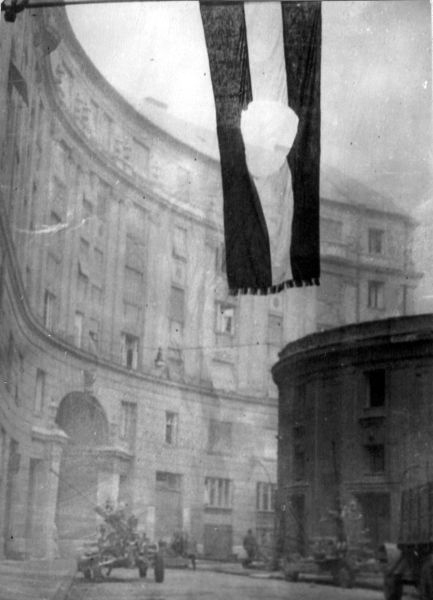
Revoluční vlajka Maďarského povstání, 1956

- 42 př. n. l. – Druhá bitva u Filipp - Brutova armáda je poražena armádou Marka Antonia a Oktaviána. Brutus spáchal sebevraždu.
- 1239 – Katedrála ve Wellsu, kterou začali stavět v roce 1186, byla konečně vysvěcena.
- 1642 – Bitva u Edgehill - první významná bitva, která zahájila Anglickou občanskou válku.
- 1715 – pohřeb Ludvíka XIV. v bazilice Saint Denis
- 1739 – Začala Válka o Jenkinsovo ucho  když britský premiér Robert Walpole vyhlásil válku Španělsku.
- 1875 – Úspěšná vídeňská premiéra přepracované Carmen, jejíž premiéra v Paříži propadla, zahájila triumfální cestu této opery po světových jevištích.
- 1940 – Adolf Hitler se setkal s Franciscem Frankem v Berlíně, Franko se stále odmítá zúčastnit války
- 1942 – Britská 8. armáda pod velením generála Montgomeryho zaútočila u El Alamejnu na německý Afrikakorps generála Rommela.
- 1944 – Začala Bitva u Leyte mezi Japonskem a USA s Austrálií. Bitva skončila 26. října porážkou Japonců.
- 1954
  - Pařížská dohoda rozšířila Bruselský pakt o západní Německo a Itálii, čímž vznikla Západoevropská unie.
  - Británie, Francie a SSSR souhlasili s ukončením poválečné okupace Německa.
- 1956 – Vypuklo Maďarské povstání.
- 1983 – Libanonská občanská válka: v důsledku sebevražedných atentátů v Bejrútu zahynulo 241 vojáků americké námořní pěchoty a 58 francouzských parašutistů.
- 1989 – Mátyás Szűrös z balkonu Országházu slavnostně vyhlásil svobodnou Maďarskou republiku (Třetí Maďarská republika).
- 1998 – Dohodnuto Memorandum od Wye River, součást izraelsko-palestinských mírových jednání.
- 2001 – Kalifornská firma Apple uvedla na trh multimediální přehrávač iPod
- 2002 – Čečenští teroristé obsadili moskevské divadlo a zajali asi 700 rukojmích.
- 2018 – V Číně byl otevřen 55 km dlouhý most Hongkong–Ču-chaj–Macao.

## Narození
Automatický abecedně řazený seznam viz Kategorie:Narození 23. října

### Česko

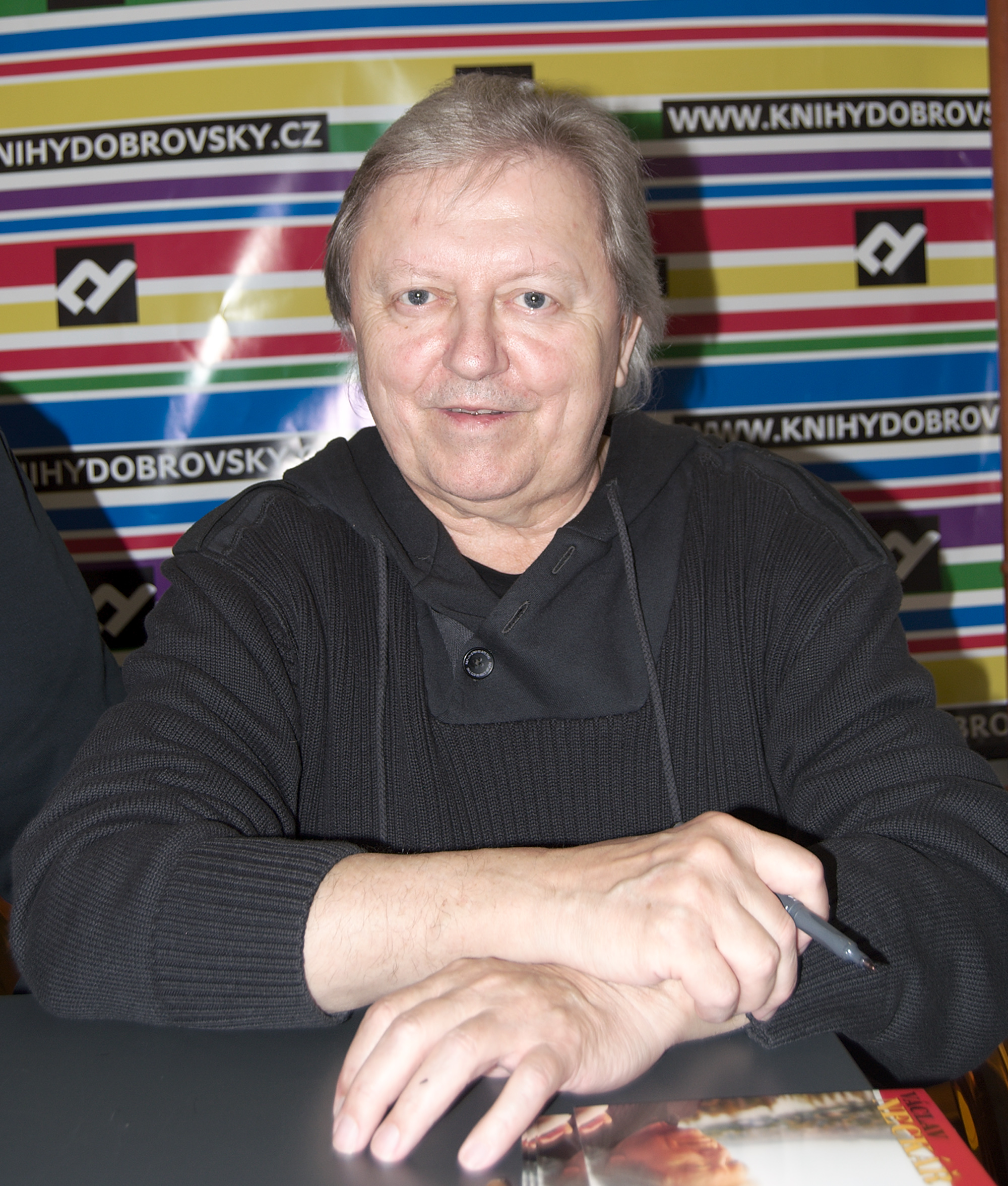
Václav Neckář (* 1943)

- 1652 – Santin Aichel, kameník († 27. září 1702)
- 1718 – Johann Bergl, malíř († 15. ledna 1789)
- 1805 – Adalbert Stifter, rakouský spisovatel a malíř († 28. ledna 1868)
- 1843 – Antonín Řivnáč, pražský knihkupec a nakladatel († 27. srpna 1917)
- 1846 – Václav Šamánek, organizátor české kultury v Liberci († 9. května 1916)
- 1848
  - Anton Brenek, rakouský sochař českého původu († 18. listopadu 1908)
  - Gustav Adámek, rakousko-český politik a poslanec Českého zemského sněmu († 21. září 1905)
- 1849 – Antonín Vřešťál, rektor Karlovy univerzity († 13. ledna 1928)
- 1858 – Jan Tiray, moravský učitel, autor vlastivědných spisů († 25. července 1925)
- 1859 – Karel Teige, muzikolog, redaktor a spisovatel v oblasti hudby († 20. února 1896)
- 1864 – Rafael Kozák, vojenský kaplan, podplukovník († 18. října 1927)
- 1867 – Stanislav Jiránek, hudební pedagog a skladatel († 19. srpna 1934)
- 1873
  - Cyril Mandel, moravský malíř († 16. srpna 1907)
  - Karel Sellner, spisovatel († 26. února 1955)
- 1875 – Vladimír Fajnor, ministr spravedlnosti († 5. ledna 1952)
- 1889 – Antonín Bořek-Dohalský, katolický kněz a člen odboje († umučen 3. září 1942)
- 1895 – Karel Řepa, architekt († 2. března 1963)
- 1900 – Karel Řičář, politik († 4. února 1977)
- 1905 – Miloš Kosina, spisovatel († 10. listopadu 1966)
- 1908
  - František Douda, první československý světový rekordman v atletice (vrh koulí) († 15. ledna 1990)
  - Otakar Šimůnek, komunistický politik, ministr († 19. června 1972)
- 1912 – Bedřich Prokoš, herec a ředitel Národního divadla († 20. dubna 1997)
- 1913 – František Sádek, filmový herec a režisér († 21. ledna 1998)
- 1923 – Miroslav Hlaváč, hudební skladatel († 4. prosince 2008)
- 1924 – Karel Biňovec, spisovatel a disident († 30. června 1991)
- 1925 – Miloslav Hejný, sochař († 19. dubna 2013)
- 1925 – Theodor Petrík, ministr spojů ČSFR († 6. září 1992)
- 1928
  - Jan Kratochvíl, básník († 23. srpna 2017)
  - Leopold Lér, ministr financí České socialistické republiky († 20. dubna 2013)
- 1931 – Oto Ševčík, herec a režisér († 25. února 2003)
- 1938 – Prof. Zdeňka Hledíková, archivářka a historička  († 13. listopadu 2018)
- 1941 – Gerhard Gleich, rakouský výtvarník narozený v Praze
- 1943 – Václav Neckář, zpěvák a herec
- 1946 – Anna Hogenová, filosofka
- 1950 – Vlastimil Balín, politik
- 1951 – Petr Hájek, novinář, mluvčí prezidenta ČR
- 1967 – Tomáš Jungwirth, fyzik
- 1969 – Dolly Buster, pornoherečka
- 1971 – Bohuslav Sobotka, politik
- 1973 – František Preisler, dirigent, operní pěvec a varhaník († 30. července 2007)
- 1986 – Jiří Mádl, herec

### Svět

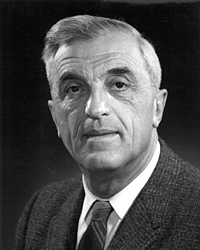
Felix Bloch (* 1905)

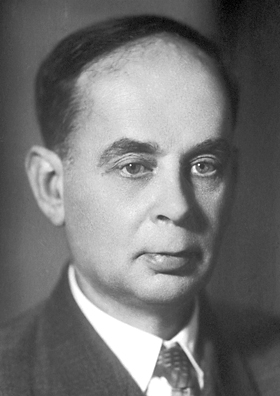
Ilja Frank (* 1908)

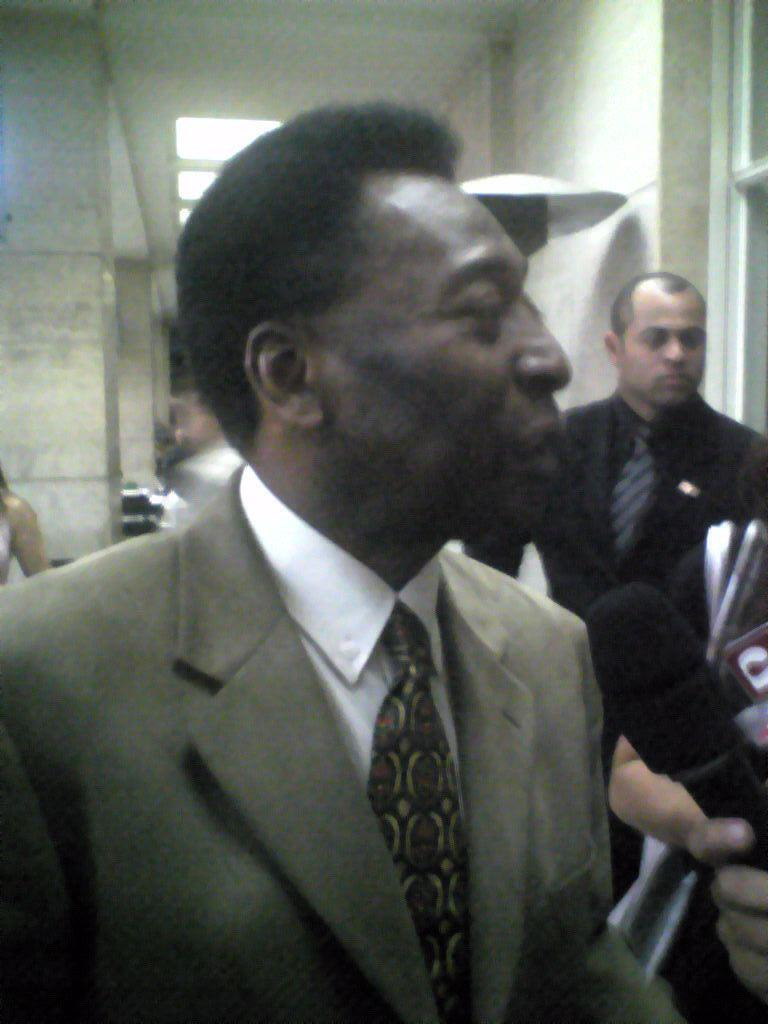
Pelé (* 1940)

- 1255 – Ferdinand de la Cerda, kastilský princ († 25. července 1275)
- 1550 – Juan de la Cueva, španělský básník a dramatik († 1609 nebo 1610)
- 1636 – Hedvika Eleonora Holštýnsko-Gottorpská, švédská královna, manželka Karla X. Gustava († 24. listopadu 1715)
- 1663 – Eleonora Juliana Braniborsko-Ansbašská, württembersko-winnentalská vévodkyně († 4. března 1724)
- 1695 – François de Cuvilliés, bavorský designér a architekt belgického původu († 14. dubna 1768)
- 1715 – Petr II., ruský car († 30. ledna 1730)
- 1766 – Emmanuel de Grouchy, francouzský generál († 29. března 1847)
- 1771 – Andoche Junot, francouzský generál († 29. července 1813)
- 1790 – Karel František z Lichtenštejna, rakouský šlechtic a generál († 7. dubna 1865)
- 1801 – Albert Lortzing, německý skladatel († 1851)
- 1805 – Adalbert Stifter, rakouský spisovatel († 28. ledna 1868)
- 1806 – Anna od Ježíše Marie Portugalská, portugalská infantka a nejmladší dcera krále Jana VI. Portugalského († 22. června 1857)
- 1813 – Ludwig Leichhardt, pruský cestovatel a přírodovědec († 1848)
- 1817 – Pierre Larousse, francouzský encyklopedista († 3. ledna 1875)
- 1835 – Adlai E. Stevenson, viceprezident USA 1893-97 († 14. června 1914)
- 1844 – Édouard Branly, francouzský fyzik a vynálezce († 24. března 1940)
- 1846 – Alexandr Andrejevič Archangelskij, ruský sbormistr a hudební skladatel († 16. listopadu 1924)
- 1848 – Amálie Sasko-Coburská, koburská princezna a bavorská vévodkyně († 6. května 1894)
- 1849 – Kinmoči Saiondži, premiér Japonska († 24. listopadu 1940)
- 1857 – Georg Albrecht Klebs, německý botanik († 25. října 1918)
- 1861 – James Edward Cecil, 4. markýz ze Salisbury, britský státník a šlechtic († 4. dubna 1947)
- 1865 – Rašíd Ridá, arabský islámský reformátor († 22. července 1935)
- 1871 – Gjergj Fishta, albánský mnich, básník a překladatel († 30. prosince 1940)
- 1875 – Gilbert Newton Lewis, americký fyzikální chemik († 23. března 1946)
- 1889
  - Avšalom Feinberg, zakladatelů izraelské špionážní sítě Nili († 20. ledna 1917)
  - Frieda Fromm-Reichmannová, americká psychoanalytička († 28. dubna 1957)
- 1893 – Jean Absil, belgický hudební skladatel († 2. února 1974)
- 1896 – Roman Jakobson, americký lingvista ruského původu († 18. července 1982)
- 1899 – Filipp Sergejevič Okťabrskij, sovětský admirál, Hrdina Sovětského svazu († 8. července 1969)
- 1901 – Kristmann Guðmundsson, islandský spisovatel († 20. listopadu 1983)
- 1903 – Richard Thomalla, nacistický válečný zločinec († 12. května 1945)
- 1905 – Felix Bloch, švýcarský fyzik, nositel Nobelovy ceny († 10. září 1983)
- 1908 – Ilja Frank, ruský fyzik, nositel Nobelovy ceny († 22. června 1990)
- 1918 – Me'ir Vilner, izraelský komunistický politik († 5. června 2003)
- 1920 – Gianni Rodari, italský novinář a spisovatel († 14. dubna 1980)
- 1921 – Kenneth Arrow, americký ekonom, matematik, spisovatel a politický teoretik († 21. února 2017)
- 1923 – Achille Silvestrini, italský kardinál († 29. srpna 2019)
- 1925
  - José Freire Falcão, brazilský kardinál
  - Johnny Carson, americký komik († 23. ledna 2005)
- 1927 – Leszek Kołakowski, polsko-britský filosof a historik idejí († 17. července 2009)
- 1929
  - Leonard Freed, americký dokumentární a reportážní fotograf († 29. listopadu 2006)
  - Dimitrij Ukolov, ruský hokejista († 25. listopadu 1992)
- 1931 – Diana Dorsová, anglická herečka a zpěvačka († 4. května 1984)
- 1932 – Ivo Bulanda, německý dokumentární filmař a fotograf
- 1933
  - Ján Lenčo, slovenský spisovatel († 1. listopadu 2012)
  - Jig'al Tumarkin, izraelský malíř a sochař († 12. srpna 2021)
- 1940
  - Jane Holzer, americká sběratelka umění a herečka
  - Pelé, brazilský fotbalista († 29. prosince 2022)
- 1941
  - Gerhard Gleich, rakouský malíř
  - Igor Nikolajevič Smirnov, první prezident Podněsterské moldavské republiky
- 1942 – Michael Crichton, americký spisovatel a filmový producent († 4. listopadu 2008)
- 1943 – Billy Talbot, americký baskytarista a zpěvák
- 1946 – Miklós Németh, maďarský atlet, olympijský vítěz v hodu oštěpem
- 1947
  - Greg Ridley, anglický rockový baskytarista († 12. listopadu 2003)
  - Kazimierz Deyna, polský fotbalista († 1. září 1989)
- 1948 – Belita Woods, americká zpěvačka († 14. května 2012)
- 1949 – Michael Burston, anglický heavy metalový kytarista a zpěvák († 9. července 2011)
- 1951 – Fatmir Sejdiu, prezident Kosova
- 1952 – Pierre Moerlen, francouzský bubeník († 3. května 2005)
- 1954 – Ang Lee, tchajwansko-americký scenárista a režisér
- 1955 – Graeme Revell, novozélandský skladatel filmové hudby
- 1956 – Dianne Reeves, americká jazzová zpěvačka
- 1957 – Paul Kagame, prezident Rwandy
- 1958 – Frank Schaffer, východoněmecký atlet – běžec na 400 m
- 1959
  - Atanas Komšev, bulharský zápasník († 12. listopadu 1994)
  - Sam Raimi, americký režisér a producent
  - Weird Al Yankovic, americký komik, zpěvák a parodista
- 1960 – Jaroslav Zajac, slovenský fotbalista, obránce
- 1964 – Robert Trujillo, americký basista skupiny Metallica
- 1965 – Askar Mamin, kazašský politik
- 1966 – Alessandro Zanardi, italský automobilový závodník
- 1967 – Dale Crover, americký rockový hudebník
- 1975 – Odalys García, kubánská herečka a modelka
- 1976 – Ryan Reynolds, kanadský herec
- 1978 – Wang Nan, čínská stolní tenistka
- 1979
  - Wes Brown, anglický fotbalista
  - Simon Davies, velšský fotbalista
  - Michal Hudec, slovenský hokejista
  - Vanessa Petruo, německá zpěvačka a herečka
- 1984 – Izabel Goulart, brazilská supermodelka
- 1985 – Amadou Cissé, guinejský fotbalista
- 1986 – Emilia Clarkeová, britská herečka, Jovanka Radičevićová černohorská házenkářka
- 1988 – Nia Aliová, americká atletka, sprineterka
- 1990
  - Stanislav Jemeljanov, ruský atlet, chodec
  - Axel Ehnström, finsko-švédský zpěvák a skladatel
- 1991 – Emil Forsberg, švédský fotbalista
- 1992
  - Sasha DiGiulian, americká sportovní lezkyně
  - Álvaro Morata, španělský fotbalista
- 1993 – Fabinho, brazilský fotbalista
- 1994 – Margaret Qualley, americká herečka
- 1998 – Amandla Stenberg, americká herečka a zpěvačka

## Úmrtí
Automatický abecedně řazený seznam viz Kategorie:Úmrtí 23. října

### Česko
- 1320 – Heidenreich Sedlecký, opat sedleckého kláštera (* ?)
- 1883 – Karel Průcha, katolický biskup (* 6. září 1818)
- 1911 – František Faktor, chemik a cestovatel (* 27. března 1861)
- 1915 – Alois Elhenický, stavitel, architekt a politik (* 7. června 1844)
- 1924 – Karl Zimmermann, severočeský průmyslník (* 7. listopadu 1863)
- 1935 – Emil Pollert, operní pěvec (* 20. ledna 1877)
- 1946 – Kurt Daluege, říšský protektor 1942–1943, popraven (* 15. září 1897)
- 1953 – Ferdinand Klindera, politik (* 22. října 1875)
- 1954 – Alexandr Vladimír Hrska, malíř, grafik a scénograf (* 9. května 1890)
- 1957 – Miloš Klicman, knižní grafik (* 2. června 1890)
- 1965 – Anna Kantová, pedagožka (* 4. března 1889)
- 1967 – Jindřich Jindřich, hudební skladatel a etnograf (* 5. března 1876)
- 1970
  - Vladimír Burda, básník, publicista a překladatel (* 15. ledna 1934)
  - Zdeněk Peška, univerzitní profesor, souzený v procesu s Horákovou (* 9. května 1900)
- 1971 – Jan Roubal, entomolog (* 16. srpna 1880)
- 1974 – Václav Vlček, plukovník československého letectva, oběť komunistického režimu (* 22. července 1895)
- 1975 – Karel Štika, malíř a grafik (* 27. leden 1898)
- 1985 – Zdeněk Andršt, hokejový hráč a trenér (* 5. května 1912)
- 1988 – Zdeněk Novák, legionář a člen odboje (* 2. dubna 1891)
- 1991 – Július Torma, slovenský boxer, olympijský vítěz z Londýna 1948 (* 7. března 1922)
- 1994 – Jára Kohout, herec a zpěvák (* 9. prosince 1904)
- 1996
  - Kurt Freund, československý a kanadský psychiatr (* 17. ledna 1914)
  - Stanislav Tříska, herec (* 29. ledna 1933)
- 1997 – Leopold Musil, voják a příslušník výsadku Tungsten (* 15. listopadu 1911)
- 2000 – Eduard Goldstücker, slovenský germanista a překladatel (* 5. května 1912)
- 2004 – Patrik Stoklasa, muzikálový herec a zpěvák (* 2. listopadu 1981)

### Svět

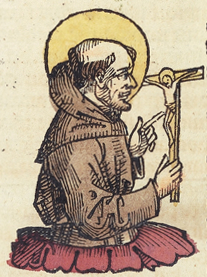
Jan Kapistrán († 1456)

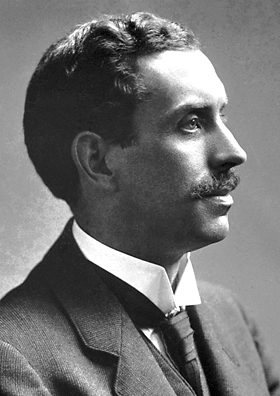
Charles Glover Barkla († 1944

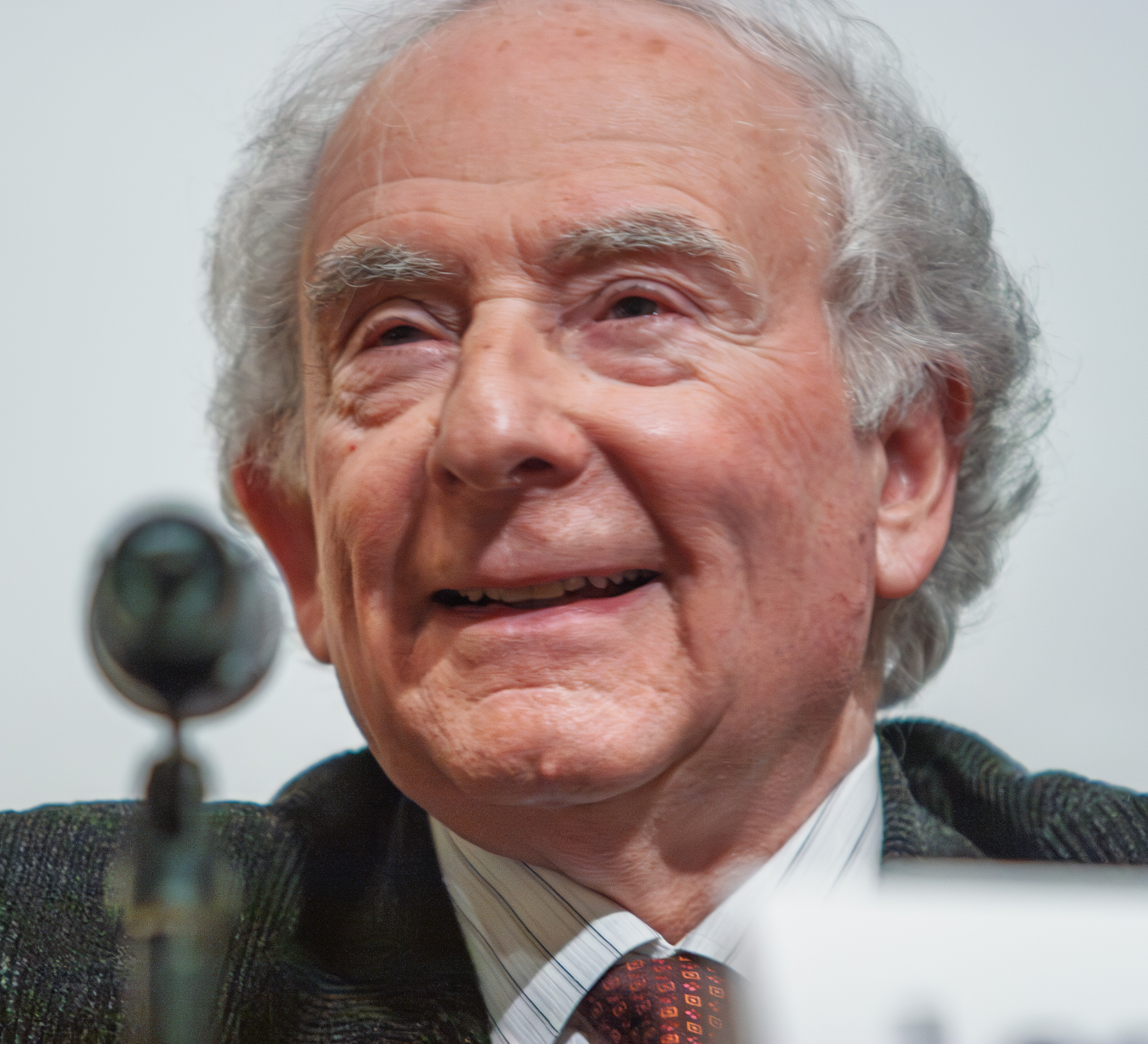
Leon Cooper († 2024)

- 1456 – Jan Kapistrán, italský františkánský misionář (* 24. června 1386)
- 1590 – Bernardino de Sahagún, španělský misionář (* 1499)
- 1592 – Stanisław Górka, poznaňský vojvoda (* 1538)
- 1799 – József Batthyány, uherský biskup a kardinál (* 30. ledna 1727)
- 1867 – Franz Bopp, německý jazykovědec (* 14. září 1791)
- 1869 – Edward Smith-Stanley, britský státník (* 29. března 1799)
- 1872 – Théophile Gautier, francouzský literát (* 30. srpna 1811)
- 1886 – Friedrich Ferdinand von Beust, rakouský politik (* 13. ledna 1809)
- 1892 – Eduard Schnitzer, slezský cestovatel (* 28. března 1840)
- 1893 – Alexandr I. Bulharský, první kníže obnoveného Bulharska (* 5. dubna 1857)
- 1903 – Robert William Wilcox, havajský politik (* 15. února 1855)
- 1906 – Vladimir Vasiljevič Stasov, ruský hudební a umělecký kritik, historik umění (* 14. ledna 1824)
- 1915 – William Gilbert Grace, anglický hráč kriketu (* 18. července 1848)
- 1919 – Henry Gantt, americký strojní inženýr, autor Ganttova diagramu (* 1861)
- 1921 – John Boyd Dunlop, skotský vynálezce pneumatiky (* 1840)
- 1935 – Charles Demuth, americký malíř (* 8. listopadu 1883)
- 1939 – Zane Grey, americký spisovatel (* 31. ledna 1872)
- 1944
  - Charles Glover Barkla, anglický fyzik, nositel Nobelovy ceny (* 27. června 1877)
  - Hana Bradyová, „dívka, která se nevrátila“, oběť nacismu (* 16. května 1931)
- 1950 – Al Jolson, americký zpěvák a kabaretní herec (* 26. května 1886)
- 1951 – Leo Birinski, dramatik, filmový scenárista a režisér židovského původu (* 8. června 1884)
- 1952 – Susan Petersová, americká divadelní, filmová a televizní herečka (* 3. července 1921)
- 1956 – August Kubizek, česko-rakouský literárně činný přítel A. Hitlera (* 3. srpna 1888)
- 1960 – Antoine Béguère, francouzský hráč ragby (* 29. září 1901)
- 1967
  - Janez Hribar, slovinský komunistický odbojář a funkcionář (* 3. září 1909)
  - Schöne Náci, vl. jm. Ignác Lamár, svérázný Bratislavčan (* 11. srpna 1897)
- 1968 – Alfred Neumann, rakouský architekt (* 26. ledna 1900)
- 1978
  - Roman Petrovič Romanov, člen dynastie Romanovců (* 17. října 1896)
  - Hans Weiss, německý tankista (* 28. srpna 1911)
  - Jacques Bergier, francouzský chemik a spisovatel (* 8. srpna 1912)
- 1980 – Gustav Krukenberg, německý právník a důstojník (* 8. března 1888)
- 1981 – Reg Butler, britský sochař (* 28. dubna 1913)
- 1986 – Edward Adelbert Doisy, americký chemik (* 13. listopadu 1893)
- 1990 – Louis Althusser, francouzský marxistický filosof (* 18. října 1918)
- 1997 – Pinchas Lapide, německý židovský diplomat a teolog (* 28. listopadu 1922)
- 2001 – Josh Kirby, britský ilustrátor (* 27. listopadu 1928)
- 2003 – Sung Mej-ling, čínská politička, manželka Čankajška (* 5. března 1898)
- 2011
  - Herbert A. Hauptman, americký matematik (* 14. února 1917)
  - Marco Simoncelli, italský motocyklový závodník (* 20. leden 1987)
  - John McCarthy, americký informatik (* 4. září 1927)
  - Bronislovas Lubys, litevský velkopodnikatel, průmyslník a politik (* 8. října 1938)
- 2013 – Gypie Mayo, britský kytarista (* 24. července 1951)
- 2014 – David Redfern, anglický fotograf (* 7. června 1936)
- 2015 – Stanislav Filko, slovenský malíř (* 15. června 1937)
- 2024 – Leon Cooper, americký fyzik a nositel Nobelovy ceny za fyziku (* 28. února 1930)

## Svátky

### Česko
- Teodor, Teodorik, Theodor
- Tea, Teodora, Thedosie, Theodora
- Fedor, Fedora

Katolický kalendář
- Svatý Jan Kapistrán

### Svět
- Maďarsko: Státní svátek
- Thajsko: Chulalongkorn Day
- Brazílie: Den ozbrojených sil
- Severní Makedonie: Den makedonské revoluce

## Pranostiky

### Česko
- Na Jana Kapistrána za oráčem běhá vrána.

| 23. říjen v pražském KlementinuÚdaje jsou platné k 11. 3. 2025. | 23. říjen v pražském KlementinuÚdaje jsou platné k 11. 3. 2025. | 23. říjen v pražském KlementinuÚdaje jsou platné k 11. 3. 2025. |
| minimum                                                         | denní průměr                                                    | maximum                                                         |
| --------------------------------------------------------------- | --------------------------------------------------------------- | --------------------------------------------------------------- |
| −6,0 °C (1777)                                                  | 8,9 °C (od 1961)                                                | 19,6 °C (1998)                                                  |